# Бенино-гаитянские отношения
Бенино-гаитянские отношения — двусторонние отношения между Бенином и Гаити.
Гаити и Бенин поддерживают дипломатические отношения через гаитянское представительство в Котону, в то же время у Бенина на данный момент нет официального дипломатического представительства в Республике Гаити, по причине землетрясения 2010 года. Бенин предоставил контингент из 32 единиц полицейских и гражданских для MINUSTAH.
Обе страны разделяют общую культурную историю в силу транслатлантической работорговли и проникновения вудуизма в гаитянское сообщество.
Помимо прочего, землетрясение в Гаити сопровождалось вспышкой религиозной солидарности в Бенине. Традиционные церемонии были организованы для того, чтобы снискать благословения предков гаитян и ублажить духов.